# Simalia clastolepis
Simalia clastolepis es una especie de serpientes de la familia Pythonidae.

## Distribución geográfica
Es endémica de las Molucas (Ambon, Ceram y quizá Saparua y Haruku).